# Liste der Monuments historiques in Chauché
Die Liste der Monuments historiques in Chauché führt die Monuments historiques in der französischen Gemeinde Chauché auf.

## Liste der Bauwerke
| Bezeichnung               | Beschreibung | Standort               | Kennzeichnung | Schutzstatus | Datum | Bild           |
| ------------------------- | ------------ | ---------------------- | ------------- | ------------ | ----- | -------------- |
| Menhir de la Limouzinière |              | La Limouzinière (Lage) | PA00110073    | Classé       | 1984  | weitere Bilder |

## Liste der Objekte
- Monuments historiques (Objekte) in Chauché in der Base Palissy des französischen Kultusministeriums